# Costa Firma
Costa Firma – osada (wijk) w miejscowości Santa Rosa w dystrykcie Bandariba, w kraju autonomicznym Curaçao, należącym do Holandii, w Ameryce Południowej. 20 października 2023 r. liczyła 226 mieszkańców.  